# Roland Anthony Oliver
Roland Anthony Oliver (* 30. März 1923 in Srinagar, Kaschmir, Kaiserreich Indien; † 9. Februar 2014 in Frilsham, Berkshire, England) war ein britischer Historiker und Professor für Afrikanische Geschichte, der erheblichen Einfluss auf die Entwicklung der Afrikastudien in Großbritannien hatte.

## Leben
Oliver studierte von 1941 bis 1948 am King’s College in Cambridge an der University of Cambridge. Seinen Grad Dr. phil. erwarb er an der University of London, wo er an der School of Oriental and African Studies (SOAS) in den Jahren bis zu seiner Emeritierung 1986, zuletzt als Professor für Afrikanische Geschichte, lehrte. Seine Lehrtätigkeit beeinflusste weltweit die zukünftigen Wissenschaftler für Afrikastudien.
Oliver reiste mehrfach nach Afrika zu Forschungsreisen und besuchte den Kontinent fast jedes Jahr. Zusammen mit John Donnelly Fage ist er Gründungsherausgeber des Journal of African History und Herausgeber der achtbändigen Cambridge History of Africa, die in den Jahren 1975 bis 1986 aufgelegt wurde. Zur gleichen Zeit erschien auch sein Oxford History of East Africa.
Als Gastprofessor wirkte er an der damaligen Universität Brüssel vor ihrer Teilung nach Sprachgrenzen, an der Northwestern University in Illinois in den USA und an der Harvard University in New Haven, Connecticut, USA.

## Ehrungen und Auszeichnungen
- 1989: Distinguished Africanist Award der African Studies Association of the United Kingdom.
- 1993. Wahl zum Fellow der British Academy.

## Veröffentlichungen
- 1952: The missionary Factor in East Africa. Longmans, Green, London/New York City.
- 1957: Sir Harry Johnston and the Scramble for Africa. Chatto & Williams, London.
- 1962: mit John Donnelly Fage: A Short History of Africa.
  - 1963: deutsch von Gerhard Schönmann: Kurze Geschichte Afrikas. Goldmann, München.
  - 1992: Hammer, Wuppertal 2002, ISBN 3-87294-901-2.
- 1967: mit Anthony Atmore: Africa since 1800.
- 1967: The History of East Afrika: The Early Period, Oxford University Press, Nairobi.
- 1975: mit Brian Fagan: Africa in the Iron Age, ca. 500 B.C. to AD 1400. Cambridge University Press, Cambridge, England, ISBN 0-521-09900-5.
- 1981: mit Anthony Atmore: The African Middle Ages.
- 1991: The African Experience: From Olduvai Gorge to the 21st Century. revidiert aufgelegt: 1999.
- 1997: In the Realms of Gold: Pioneering in African History.